# Clasicismo retorcido
El clasicismo retorcido fue un estilo artístico creado por el escultor polaco Stanisław Szukalski en la década de 1920. Szukalski fusionó el movimiento y la energía del futurismo, la emoción del impresionismo y las configuraciones geométricas del cubismo en una sola forma. En el caso de Szukalski, podemos hablar de transgresión, de transgresión - del arte y sus convenciones - alcanzando distancias desconocidas y descubriendo lados que, a pesar de todas las artes de vanguardia, siguen siendo inclasificables. En sus esculturas, los músculos están tensos y exagerados en sus formas humanas, los rasgos faciales están cincelados.
En estas obras aún están presentes diferentes culturas, "desde el arte gótico y renacentista europeo, pasando por estilos contemporáneos como el Art Nouveau y el expresionismo, hasta el arte precolombino".